# ジャネット・ゲイナー
ジャネット・ゲイナー（Janet Gaynor, 1906年10月6日 - 1984年9月14日）は、アメリカ合衆国ペンシルベニア州フィラデルフィア出身の女優。第1回（1927年 - 1928年）アカデミー主演女優賞を受賞。

## 経歴
本名はローラ・オーガスタ・ゲイナー（Laura Augusta Gaynor）。幼い時に、カリフォルニア州サンフランシスコに移住、1923年高校を卒業。彼女はロサンジェルスの秘書養成学校で学ぶ傍ら、靴屋の会計係として週給18ドルで働き始める。彼女はその後いくつかの長編映画やコメディ短編映画の無給の「その他大勢（エキストラ）」として出演するが、2年間は芽が出ずに職を求めて、シカゴ、フロリダ、サンフランシスコ、ロサンジェルスを転々とするが、古い諺の「待てば海路の日和あり」の通り、20歳の時『ジョンスタウンの大洪水』（1926年）で主演女優の座をつかむ。彼女は他の共演者よりも素晴らしい演技を見せた。
ハリウッドのタイクーンたちは、トップスターを獲得したことを確信し、その年主演女優としてフォックス映画社に専属となった。『明け行く魂 』（1926年）、『青鷲』（1926年）、『誉れの一番乗』（1926年）で主演を務める。翌1927年は2本のクラシック映画『第七天国』（1927年）と『サンライズ』（1927年）で絶賛された演技力を見せ、翌年の『街の天使』（1928年）と共に、ジャネットは史上初のアカデミー主演女優賞を獲得した（彼女は1回の賞を複数の作品で受賞した唯一の女優であった）。また1986年まで最も若いアカデミー主演女優賞受賞者であった。
サイレント映画からトーキー映画に移った時代であるが、ジャネットはうまく乗り換えられた女優の一人である。なぜなら、彼女は演技力が抜群であるだけでなく、美しいチャーミングな声の持ち主だったからである。疑いなくジャネットはアメリカン・ドリームを体現したのであった。1930年代も何ら問題なく彼女主演の映画は作られ続けた。
彼女は数本の平凡な出来の映画のあと、再び素晴らしい演技を見せた。それは『スタア誕生』（1937年）である。彼女はヴィッキー・レスター（本名はエスター・ブロジェット）として、女優として成功しようと奮闘する姿を見せ、非常に説得力があった。この中の1シーンで演ずる彼女がセントラル・キャスティングで端役を登録しようとする場面がある。受付の女性は彼女に大勢職を求める女性が押しかけていることや、交換台のところに連れて行き、大勢の交換手がその件で後で電話をしてくれるよう応対している場面である。受付嬢は彼女をやんわりと失望させて「貴方のチャンスは何かしら? 100万分の1の確率なのよ」と告げているのである。エスター/ヴィッキーは「でもたぶん私はその100万分の1なのよ」と答える。当然、エスター/ヴィッキーは困難を乗り越えて大物になっていくのだが、実際の彼女の実像とはかなり異なる。この見事な演技でももう一つのアカデミー賞にノミネートされたが実際には『大地』（1937年）のルイーゼ・ライナーが獲得した。
彼女はその後『心の青春』（1938年）に出演した後、遺作となる『バーナディン』（1957年）まで舞台やテレビにしばしば出演した。彼女の最後の仕事は、1980年代ブロードウエイでの『ハロルドとモード』の出演だった。劇としては失敗だったが、ジャネットの演技は非常に好評であった。
1982年9月、ゲイナーが75歳の時、同乗していた乗客が死傷するタクシー事故に遭遇し、彼女は11本の胸骨、膀胱破裂、頸椎骨折、腎臓からの出血、骨盤の複雑骨折等重傷を負った。彼女は次の年までいくつかの手術に耐えたが、1984年死去するまで著しく体力を失った。
1984年9月14日にカリフォルニア州パームスプリングスにて肺炎で死去。77歳であった。

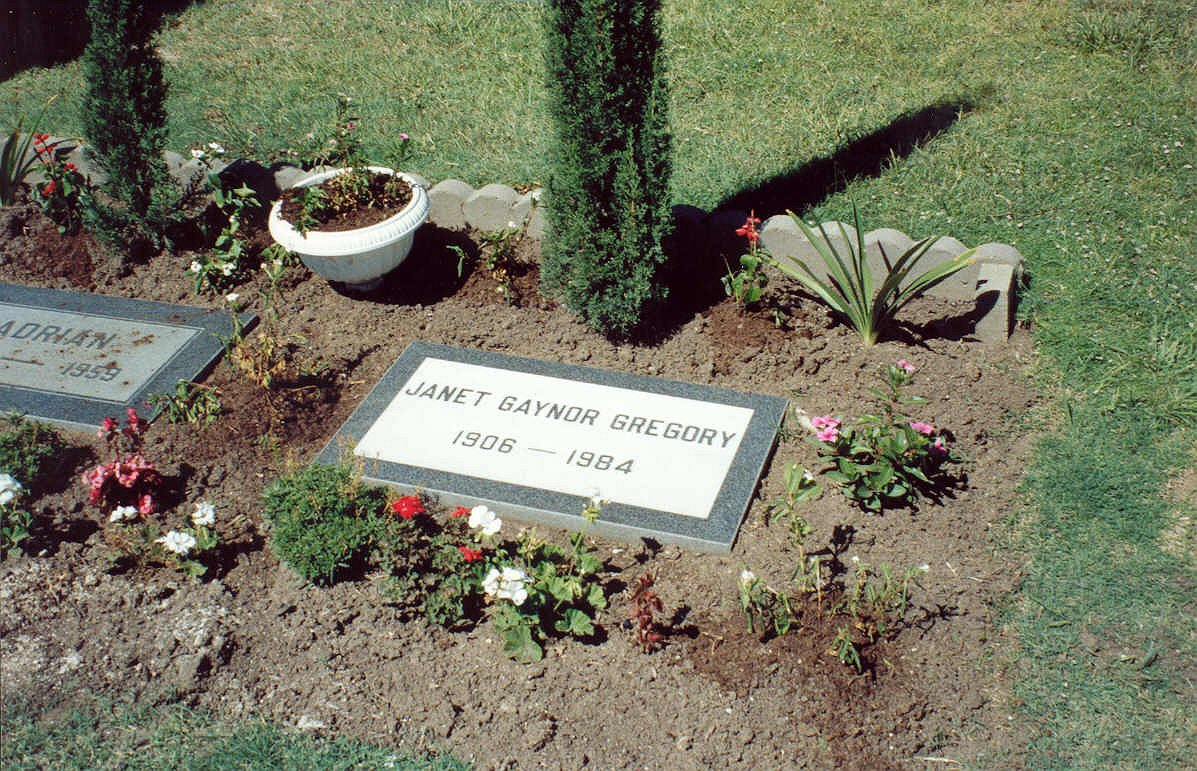
ジャネット・ゲイナーの墓

## 主な出演作品

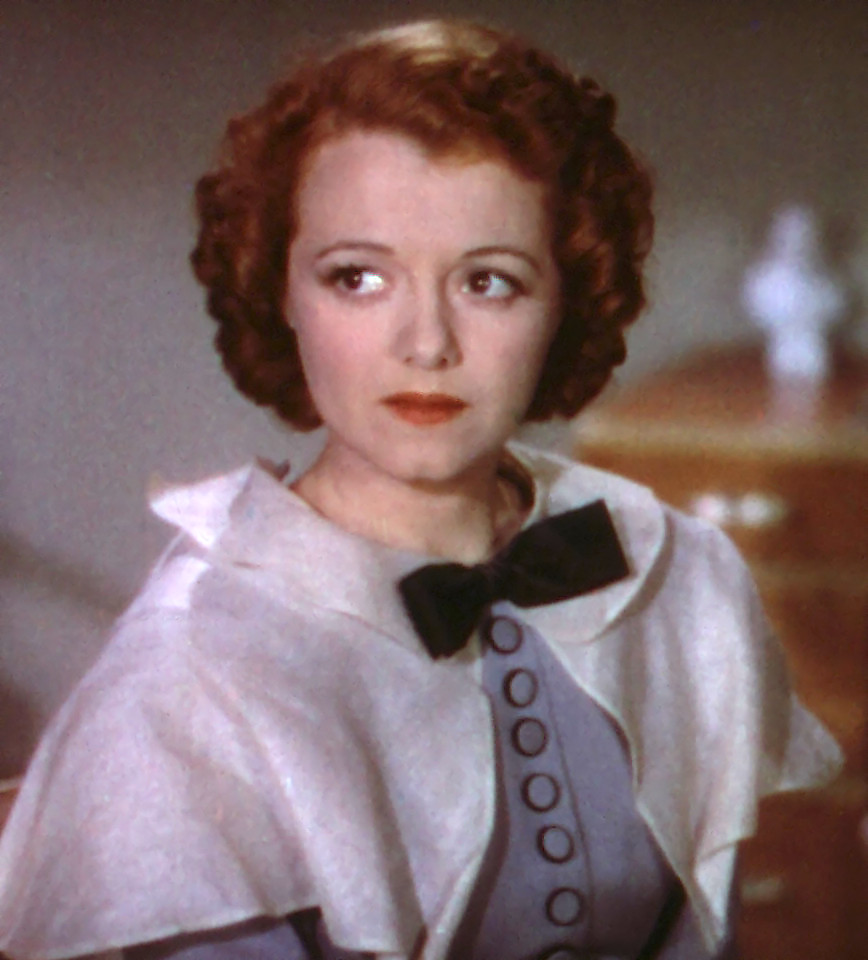
スタア誕生 (1937)

- ジョンスタウンの大洪水 The Johnstown Flood （1926年）
- 誉れの一番乗 The Shamrock Handicap （1926年）
- 青鷲 The Blue Eagle （1926年）
- 明け行く魂 The Return of Peter Grimm （1926年）
- 第七天国 Seventh Heaven （1927年）
- 生娘二人入用 Two Girls Wanted （1927年）
- サンライズ Sunrise （1927年）
- 街の天使 Street Angel （1928年）
- 四人の悪魔 4 Devils （1928年）
- 幸運の星 Lucky Star （1929年）
- ハッピー・デイズ Happy Days （1929年）
- サニー・サイド・アップ Sunny Side Up （1929年）
- クリスチナ Christina （1929年）
- 友愛天国 High Society Blues （1930年）
- 再生の港 The Man Who Came Back （1931年）
- 陽炎の春 Daddy Long Legs （1931年）
- 春を讃へる Merely Mary Ann （1931年）
- デリシャス Delicious （1931年）
- 第一年 The First Year （1932年）
- 嵐の国のテス Tess of the Storm Country （1932年）
- あめりか祭 State Fair （1933年）
- Adorable （1933年） 日本未公開
- 流れる青空 Paddy the Next Best Thing （1933年）
- 心の緑野 Carolina （1934年）
- 紐育の口笛 Change of Heart （1934年）
- 彼女の家出 Servants' Entrance （1934年）
- 廻り来る春 One More Spring （1935年）
- 運河のそよ風 The Farmer Takes a Wife （1935年）
- 小都会の女 Small Town Girl （1936年）
- 四つの恋愛 Ladies in Love （1936年）
- スタア誕生 A Star Is Born （1937年） アカデミー主演女優賞ノミネート
- Three Loves Has Nancy （1938年） 日本未公開
- 心の青春 The Young in Heart （1938年）
- Bernardine （1957年） 日本未公開